# Трапена (Ђенова)
Трапена је насеље у Италији у округу Ђенова, региону Лигурија.
Према процени из 2011. у насељу је живело 32 становника. Насеље се налази на надморској висини од 238 м.